# Љуба Лукић
Љуба Лукић (Лопушник код Петровца на Млави, 30. април 1958) српски је певач народне музике.

## Биографија
Рођен је у месту Лопушник код Петровца на Млави, где и данас живи са супругом Драганом. Премда је његова музикалност уочена веома рано, у свет музике улази тек након одслужења војног рока, а након завршетка средње Трговачке школе. Тада су га пријатељи пријавили на музичко такмичење, где га је приметио Добривоје Доца Иванковић, који му је и помогао да објави велике хитове по којима је и данас препознатљив. Добитник је неколико награда, међу којима је и признање за изузетан допринос развоју естрадно - музичке делатности.
Популарност је стекао осамдесетих година двадесетог века песмама: Не гледај у мени друга, Она није као друге, Ја сам остављен, Снег је пао, стазе завејао и другима.

## Каријера
Прву сингл плочу Ако се врати она, снимио је 1982. године, а већ следећа плоча са песмама Сејо моја, сестрице и Она није као друге, постају прави радијски ванвременски хитови који се и данас радо слушају. С обзиром да је пажњу на себе скретао маестралном интерпретацијом и добрим песмама, многи се слажу да је остао у запећку неких других певача народне музике, јер никада није био жртва домаћих таблоида. Тврди да је одувек био у златној средини и ту остао. Колеге и новинари за њега кажу да је врло скроман и поштен човек и прави џентлмен. Небројено пута је то и доказао учешћем на многим хуманитарним концертима и другим манифестацијама тога типа. За разлику од већине својих колега, Љуба сматра да приватни и пословни живот треба раздвојити, тако да се осим основних информација о њему, већином може читати о његовом дискографском раду, што је за сваку похвалу, нарочито због тога што је на естради четири деценије. Један је од ретких јавних личности који нема налоге ни на једној друштвеној мрежи, већ су једине странице или профили које можете наћи на друштвеним мрежама о њему, направљени искључиво од стране његових обожавалаца. Пошто је, како каже, одувек био срамежљив, драго му је што никада није био у фокусу јавности и што је своју каријеру градио пажљиво, стрпљиво и поштено.

## Награде и признања
- 2017. Естрадно - музичка награда Србије у знак признања за унапређење естрадно - музичке делатности
- 2017. Повеља Савеза самосталних синдиката Србије у знак признања за изузетан допринос развоју естрадно - музичке делатности
- 2017. Проглашен истакнутим уметником - вокалним солистом, од стране естрадно - музичких уметника Србије

## Дискографија
- Сејо моја, сестрице (1983)
- Не гледај у мени друга (1984)
- Ја сам остављен (1985)
- Узела си све (1986)
- Памти ме по било чему (1987)
- Покри своја колена (1989)
- Не лажу људи (1990)
- Компилација хитова (1991)
- Волео сам, волео (1994)
- Ти си моја доживотна робија (1997)
- Напијмо се, до последње паре (2001)
- Највећи хитови (2009)

## Фестивали
- 1982. Хит парада - Ако се врати она
- 1984. Хит парада - Сејо моја, сестрице
- 1984. МЕСАМ - Врати се, мајко, врати се
- 1985. Илиџа - Ја сам остављен
- 1985. Хит парада - Цеца
- 1986. Хит парада - Ја сам остављен
- 1988. Хит парада - Да ми је још једна чаша
- 1989. Шумадијски сабор - Забрањена љубав
- 1989. Хит парада - Што си легла
- 1995. Моравски бисери - Новембарске кише
- 1997. Моравски бисери - Ти си моја доживотна робија
- 1998. Моравски бисери - Ој, девојко
- 1998. Бања Лука - Суђено ми да те волим (Вече народне музике)
- 2005. Моравски бисери - Што не љубиш мене
- 2014. Гранд фестивал - Љубав нема цену
- 2017. Фестивал "Драгиша Недовић", Крагујевац - Чиме те је други заслужио
- 2021. Лира, Београд - Не гледај у мени друга / Она није као друге, гост ревијалног дела фестивала и добитник Плакете Златна лира за изузетна и незаборавна вокална остварења
- 2022. Моравски бисери - Не гледај у мени друга / Подели са мном добро и зло (Ревијални део фестивала)